# Josef Vinzl
Josef Karl Vinzl (* 20. Oktober 1867 in Wien; † 10. Mai 1947 ebenda) war ein österreichischer Kaufmann, Wirtschaftsfunktionär und Politiker des Nationalen Wirtschaftsblocks (NWB) und später ohne Klubzugehörigkeit.

## Leben
Josef Vinzl war Sohn des gleichnamigen Großkaufmannes und Direktor der Ersten österreichischen Spar-Casse. Er absolvierte die Handelsakademie und diente 1888/89 als Einjährig-Freiwilliger.
Danach trat er in die Spezereien- und Kolonialwarenhandlung seines Vaters ein. 1892 wurde er Prokurist der Wiener Hauptniederlassung und der neu gegründeten Triester Zweigstelle. Vinzl übernahm zahlreiche Funktionen im Wiener Wirtschaftsleben. In der Wiener Kaufmannschaft wurde er 1903 Gremialrat, 1908 Gremialratspräsident, später Vizepräsident. 1908 wurde Vinzl auch Handelskammerrat und Wechsel-Zensor der Ersten österreichischen Spar-Casse. 1909 wurde er Funktionär bei der Niederösterreichischen Escompte-Gesellschaft und Geschäftsführer der Vereinigten Wiener Kaffeerösterei Ges.m.b.H. Bei der Ersten österreichischen Spar-Casse wurde Vinzl 1910 Direktionsmitglied, 1922 Direktor, 1923 Oberkuratorstellvertreter und 1924 Oberkurator. Von dieser Funktion trat er aus gesundheitlichen Gründen 1941 zurück, blieb aber weiterhin Direktionsmitglied. 1926 wurde Vinzl Präsident des Hauptverbandes der österreichischen Kaufmannschaft. Nach der Fusion der Credit-Anstalt mit der Boden-Credit zur Boden-Credit-Anstalt saß Vinzl von 1929 bis 1931 im Verwaltungsrat der Bank.
Von 2. Dezember 1930 bis 27. Februar 1934 war Josef Vinzl Abgeordneter zum Nationalrat (IV. Gesetzgebungsperiode) und vertrat dort bis 26. Januar 1933 den NWB, danach war er ohne Klubzugehörigkeit. Im August 1932 legte er im Zuge der Abstimmungen um die Lausanner Anleihe sein Mandat zurück, widerrief allerdings seine Mandatszurücklegung, was zu einer heftigen Debatte über diesen Vorgang und dessen Rechtsfolgen führte.
Nach Erlöschen seines Mandats 1934 übte Vinzl weitere Funktionen an der Börse, bei der Bank- und Wechselstuben-AG Mercur und der Agrumaria Import-AG aus. An der Hochschule für Welthandel wurde er zum Vizepräsidenten ernannt und wurde Mitglied des Verwaltungsrates der Wiener Messe.

## Ehrungen
- 1911 erhielt Vinzl das Ritterkreuz des Franz-Joseph-Ordens.
- 1928 wurde im großen Saal des Hauses der Wiener Kaufmannschaft eine von Gustav Gurschner geschaffene Bronzebüste Vinzls enthüllt.[2]
- 1928 wurde er Ehrenbürger von Ysper.[3]
- 1937 erhielt er das Komturkreuz des österreichischen Verdienstordens.[4]
- Berufstitel Kommerzialrat